# Połączone Centrum Analiz i Doświadczeń JALLC
Połączone Centrum Analiz i Doświadczeń (ang. Joint Analysis and Lessons Learned Centre JALLC) – centrum analityczne NATO wspierające Sojusznicze Dowództwo ds. Transformacji ACT.

## Charakterystyka
Połączone Centrum Analiz i Doświadczeń powołane zostało w maju 2002 w Monsanto, Portugalia. Personel centrum pochodzi z 18
krajów członkowskich i liczy ponad 50 osób.

## Cele i zadania Centrum
Celem działania Centrum jest efektywne nauczanie oparte na doświadczeniach oraz weryfikacja ewentualnych zmian istniejących procedur.

Podstawowe zadania Centrum:
- analiza działań, operacji, ćwiczeń i eksperymentów,
- wyciąganie wniosków z sytuacji w rejonach prowadzonych operacji,
- przedstawianie wniosków na wszystkich szczeblach dowodzenia i szkolenia.